# I Love America (film)
Pour les articles homonymes, voir I Love America.
Pour plus de détails, voir Fiche technique et Distribution.
I Love America est un film français réalisé par Lisa Azuelos et sorti en 2022. Ce film, largement autobiographique, est diffusé sur Prime Video.

## Synopsis
La vie de Lisa est en plein bouleversement. Ses enfants sont grands et ont désormais quitté la maison. De plus sa mère, une grande vedette qui a été absente durant toute sa vie, vient de mourir. À la recherche d'un second souffle, elle décide de quitter Paris pour un nouveau départ à Los Angeles. Là-bas, elle rejoint son ami Luka. Ce dernier a prospéré aux États-Unis en créant un bar de drag queens et a une vie sentimentale très riche. Le jeune décide de prendre en main la mère de famille pour booster sa vie sentimentale. Il l'inscrit alors sur un site de rencontres. Lisa va alors enchaîner les rendez-vous, dont certains très gênants. Elle va notamment rencontrer John, tout en se redécouvrant elle-même.

## Fiche technique
Sauf indication contraire, les informations mentionnées dans cette section peuvent être confirmées par la base de données cinématographiques IMDb,  présente dans la section « Liens externes ».
- Titre original : I Love America
- Réalisation et scénario : Lisa Azuelos
- Musique : Rudy Mancuso
- Décors : Samantha Gordowski et Ryan Martin
- Costumes : Emmanuelle Youchnovski
- Photographie : Léo Hinstin
- Montage : n/a
- Production : Eleonore Dailly, Édouard de Lachomette

Producteurs exécutifs : Franny Baldwin et Cyrille Bragnier
Producteurs délégués : Olivier Lambert
Producteurs associés : Ali Akbarzadeh et Jonathan Stern
- Sociétés de production : Autopilot Entertainment
- Sociétés de distribution : Prime Video
- Budget : n/a
- Pays de production :  France
- Langue originale : français, anglais
- Format : couleur
- Genre : comédie romantique
- Durée : 102 minutes
- Dates de sortie[1] :
  - France : 11 mars 2022 (vidéo à la demande)

## Distribution
- Sophie Marceau : Lisa
- Djanis Bouzyani : Luka
- Colin Woodell : John
- David Theune : le date #1
- Carlease Burke : Aurora
- Syrus Shahidi : le père
- Lily Delamere : Olivia
- Elizabeth Trieu : Dr Quinn
- Sophie Verbeeck : la mère de Lisa (inspirée de Marie Laforêt)
- Selena Andrié : Lisa 8 ans
- David Owe : le naturiste Danois.
- Nine d'Urso : Carmen

## Production
Le scénario s'inspire largement de la vie de la réalisatrice Lisa Azuelos et de sa relation complexe avec sa mère, Marie Laforêt, décédée en 2019.

## Accueil
En France, le film reçoit des critiques plutôt mitigées. Il obtient une note moyenne de 1,8⁄5 sur le site AlloCiné, qui recense 4 titres de presse.
Dans Télé 7 Jours, Frédérick Rapilly écrit notamment « Sous ses airs de comédie romantique un peu gnangnan, voilà un joli film de Lisa Azuelos, beaucoup plus personnel qu’il n’y paraît et qui s’achève sur un petit moment suspendu, doucement mélancolique. ». Adrien Gombeaud des Échos écrit quant à lui « La réalisatrice de LOL, Lisa Azuelos, retrouve Sophie Marceau. Une comédie romantique côte-ouest qui se laisse voir sur Amazon Prime pour le charme inaltérable de sa comédienne. » Lino Cassinat du site Ecran Large écrit une critique bien moins positive : « Ma vie, mon œuvre dit la formule. L’œuvre de Lisa Azuelos étant un caprice de vieil enfant qui s'enfonce la tête dans le sable de Malibu, ce n'est pas bon signe pour le reste... ». Dans Télérama, Guillemette Odicino écrit notamment : « Dans LOL, la rencontre entre la réalisatrice et la comédienne avait fait des merveilles. De cette alchimie il ne reste pas grand chose : I Love America, qui suit une femme en quête d’un nouveau départ, enchaîne dialogues et scènes gênants. »